# Campionati del mondo di atletica leggera 2001
I Campionati del mondo di atletica leggera 2001 (in inglese 8th IAAF World Championships in Athletics) sono stati l'8ª edizione dei Campionati del mondo di atletica leggera. La competizione si è svolta dal 3 al 12 agosto presso il Commonwealth Stadium di Edmonton, in Canada.
Per la prima volta i campionati del mondo si sono tenuti in America del Nord.

## Medagliati

### Uomini
| Specialità | Oro                                                                         | Prestazione | Argento | Prestazione | Bronzo                                                                                     | Prestazione   |
| Corse piane |                                                                             |             | |             |                                                                                            |               |
| 100 m (dettagli) | Maurice Greene                                                              | 9"82        | Bernard Williams                                                                                             | 9"94        | Ato Boldon                                                                                 | 9"98          |
| 200 m (dettagli) | Konstadínos Kedéris                                                         | 20"04       | Christopher Williams                                                                                         | 20"20       | Kim Collins Shawn Crawford                                                                 | 20"20 20"20   |
| 400 m (dettagli) | Avard Moncur                                                                | 44"64       | Ingo Schultz                                                                                                 | 44"87       | Gregory Haughton                                                                           | 44"98         |
| 800 m (dettagli) | André Bucher                                                                | 1'43"70     | Wilfred Bungei                                                                                               | 1'44"55     | Paweł Czapiewski                                                                           | 1'44"63       |
| 1 500 m (dettagli) | Hicham El Guerrouj                                                          | 3'30"68     | Bernard Lagat                                                                                                | 3'31"10     | Driss Maazouzi                                                                             | 3'31"54       |
| 5 000 m (dettagli) | Richard Limo                                                                | 13'00"77    | Million Wolde                                                                                                | 13'03"47    | John Kibowen                                                                               | 13'05"20      |
| 10 000 m (dettagli) | Charles Kamathi                                                             | 27'53"25    | Assefa Mezgebu                                                                                               | 27'53"97    | Haile Gebrselassie                                                                         | 27'54"41      |
| Corse a ostacoli |                                                                             |             | |             |                                                                                            |               |
| 110 hs (dettagli) | Allen Johnson                                                               | 13"04       | Anier García                                                                                                 | 13"07       | Dudley Dorival                                                                             | 13"25         |
| 400 hs (dettagli) | Félix Sánchez                                                               | 47"49       | Fabrizio Mori                                                                                                | 47"54       | Dai Tamesue                                                                                | 47"89         |
| 3 000 siepi (dettagli) | Reuben Kosgei                                                               | 8'15"16     | Ali Ezzine                                                                                                   | 8'16"21     | Bernard Barmasai                                                                           | 8'16"59       |
| Prove su strada |                                                                             |             | |             |                                                                                            |               |
| Maratona (dettagli) | Gezahegne Abera                                                             | 2h12'42"    | Simon Biwott                                                                                                 | 2h12'43"    | Stefano Baldini                                                                            | 2h13'18"      |
| Marcia 20 km (dettagli) | Roman Rasskazov                                                             | 1h20'31"    | Il'ja Markov                                                                                                 | 1h20'33"    | Viktor Burayev                                                                             | 1h20'36"      |
| Marcia 50 km (dettagli) | Robert Korzeniowski                                                         | 3h42'08"    | Jesús Ángel García                                                                                           | 3h43'07"    | Édgar Hernández                                                                            | 3h46'12"      |
| Salti |                                                                             |             | |             |                                                                                            |               |
| Salto con l'asta (dettagli) | Dmitri Markov                                                               | 6,05 m      | Aleksandr Averbuch                                                                                           | 5,85 m      | Nick Hysong                                                                                | 5,85 m        |
| Salto in alto (dettagli) | Martin Buß                                                                  | 2,36 m      | Vjačeslav Voronin Jaroslav Rybakov                                                                           | 2,33 m      | Non assegnato                                                                              | Non assegnato |
| Salto in lungo (dettagli) | Iván Pedroso                                                                | 8,40 m      | Savanté Stringfellow                                                                                         | 8,24 m      | Carlos Calado                                                                              | 8,21 m        |
| Salto triplo (dettagli) | Jonathan Edwards                                                            | 17,92 m     | Christian Olsson                                                                                             | 17,47 m     | Igor Spasovkhodskiy                                                                        | 17,44 m       |
| Lanci |                                                                             |             | |             |                                                                                            |               |
| Getto del peso (dettagli) | John Godina                                                                 | 21,87 m     | Adam Nelson                                                                                                  | 21,24 m     | Arsi Harju                                                                                 | 20,93 m       |
| Lancio del disco (dettagli) | Lars Riedel                                                                 | 69,72 m     | Virgilijus Alekna                                                                                            | 69,40 m     | Michael Möllenbeck                                                                         | 67,61 m       |
| Lancio del martello (dettagli) | Szymon Ziółkowski                                                           | 83,38 m     | Kōji Murofushi                                                                                               | 82,92 m     | Ilya Konovalov                                                                             | 80,27 m       |
| Lancio del giavellotto (dettagli) | Jan Železný                                                                 | 92,80 m     | Aki Parviainen                                                                                               | 91,31 m     | Konstadinos Gatsioudis                                                                     | 89,95 m       |
| Prove multiple |                                                                             |             | |             |                                                                                            |               |
| Decathlon (dettagli) | Tomáš Dvořák                                                                | 8 902 p.    | Erki Nool | 8 815 p.    | Dean Macey                                                                                 | 8 603 p.      |
| Staffette |                                                                             |             | |             |                                                                                            |               |
| Staffetta 4×100 m (dettagli) | Sudafrica Morné Nagel Corné du Plessis Lee Roy Newton Mathew Quinn          | 38"47       | Trinidad e Tobago Marc Burns Ato Boldon Jacey Harper Darrel Brown                                            | 38"58       | Australia Matt Shirvington Paul Di Bella Steve Brimacombe Adam Basil                       | 38"83         |
| Staffetta 4×400 m (dettagli) | Bahamas Avard Moncur Chris Brown Troy McIntosh Timothy Munnings Carl Oliver | 2'58"19     | Giamaica Brandon Simpson Christopher Williams Gregory Haughton Danny McFarlane Michael Blackwood Mario Watts | 2'58"39     | Polonia Rafał Wieruszewski Piotr Haczek Piotr Długosielski Piotr Rysiukiewicz Jacek Bocian | 2'59"71       |
| record mondiale; record mondiale stagionale; record africano; record asiatico; record europeo; record nord-centroamericano e caraibico; record sudamericano; record oceaniano; record dei campionati; record nazionale; record personale; record personale stagionale. |                                                                             |             | |             |                                                                                            |               |

### Donne
| Specialità | Oro | Prestazione | Argento                                                             | Prestazione | Bronzo                                                                                       | Prestazione |
| Corse piane | |             |                                                                     |             |                                                                                              |             |
| 100 m (dettagli) | Žanna Pintusevyč-Blok                                                                                     | 10"82       | Ekateríni Thánou                                                    | 10"91       | Chandra Sturrup                                                                              | 11"02       |
| 200 m (dettagli) | Debbie Ferguson                                                                                           | 22"52       | LaTasha Jenkins                                                     | 22"85       | Cydonie Mothersille                                                                          | 22"88       |
| 400 m (dettagli) | Amy Mbacké Thiam                                                                                          | 49"86       | Lorraine Fenton                                                     | 49"88       | Ana Guevara                                                                                  | 49"97       |
| 800 m (dettagli) | Maria Mutola                                                                                              | 1'57"17     | Stephanie Graf                                                      | 1'57"20     | Letitia Vriesde                                                                              | 1'57"35     |
| 1 500 m (dettagli) | Gabriela Szabó                                                                                            | 4'00"57     | Violeta Szekely                                                     | 4'01"70     | Natalya Gorelova                                                                             | 4'02"40     |
| 5 000 m (dettagli) | Ol'ga Egorova                                                                                             | 15'03"39    | Marta Domínguez                                                     | 15'06"59    | Ayelech Worku                                                                                | 15'10"17    |
| 10 000 m (dettagli) | Derartu Tulu                                                                                              | 31'48"81    | Berhane Adere                                                       | 31'48"85    | Gete Wami                                                                                    | 31'49"98    |
| Corse a ostacoli | |             |                                                                     |             |                                                                                              |             |
| 100 hs (dettagli) | Anjanette Kirkland                                                                                        | 12"42       | Gail Devers                                                         | 12"54       | Ol'ga Şişigina                                                                               | 12"58       |
| 400 hs (dettagli) | Nezha Bidouane                                                                                            | 53"34       | Julija Nosova                                                       | 54"27       | Daimí Pernía                                                                                 | 54"51       |
| Prove su strada | |             |                                                                     |             |                                                                                              |             |
| Maratona (dettagli) | Lidia Șimon                                                                                               | 2h26'01"    | Reiko Tosa                                                          | 2h26'06"    | Svetlana Zacharova                                                                           | 2h26'18"    |
| Marcia 20 km (dettagli) | Olimpiada Ivanova                                                                                         | 1h27'48"    | Valentina Tsybulskaya                                               | 1h28'49"    | Elisabetta Perrone                                                                           | 1h28'56"    |
| Salti | |             |                                                                     |             |                                                                                              |             |
| Salto con l'asta (dettagli) | Stacy Dragila                                                                                             | 4,75 m      | Svetlana Feofanova                                                  | 4,75 m      | Monika Pyrek                                                                                 | 4,55 m      |
| Salto in alto (dettagli) | Hestrie Cloete                                                                                            | 2,00 m      | Inha Babakova                                                       | 2,00 m      | Kajsa Bergqvist                                                                              | 1,97 m      |
| Salto in lungo (dettagli) | Fiona May                                                                                                 | 7,02 m w    | Tat'jana Kotova                                                     | 7,01 m w    | Niurka Montalvo                                                                              | 6,88 m w    |
| Salto triplo (dettagli) | Tat'jana Lebedeva                                                                                         | 15,25 m     | Françoise Mbango Etone                                              | 14,60 m     | Tereza Marinova                                                                              | 14,58 m     |
| Lanci | |             |                                                                     |             |                                                                                              |             |
| Getto del peso (dettagli) | Janina Karol'čyk                                                                                          | 20,61 m     | Nadine Kleinert                                                     | 19,86 m     | Vita Pavlyš                                                                                  | 19,41 m     |
| Lancio del disco (dettagli) | Ėlina Z'verava                                                                                            | 67,10 m     | Nicoleta Grasu                                                      | 66,24 m     | Anastasia Kelesidou                                                                          | 65,50 m     |
| Lancio del martello (dettagli) | Yipsi Moreno                                                                                              | 70,65 m     | Ol'ga Kuzenkova                                                     | 70,61 m     | Bronwyn Eagles                                                                               | 68,87 m     |
| Lancio del giavellotto (dettagli) | Osleidys Menéndez                                                                                         | 69,53 m     | Miréla Manjani                                                      | 65,78 m     | Sonia Bisset                                                                                 | 64,69 m     |
| Prove multiple | |             |                                                                     |             |                                                                                              |             |
| Eptathlon (dettagli) | Elena Prochorova                                                                                          | 6 694 p.    | Natallja Sazanovič                                                  | 6 539 p.    | Shelia Burrell                                                                               | 6 472 p.    |
| Staffette | |             |                                                                     |             |                                                                                              |             |
| Staffetta 4×100 m (dettagli) | Germania Melanie Paschke Gabi Rockmeier Birgit Rockmeier Marion Wagner                                    | 42"32       | Francia Sylviane Félix Frédérique Bangué Muriel Hurtis Odiah Sidibé | 42"39       | Giamaica Juliet Campbell Merlene Frazer Beverly McDonald Astia Walker Elva Goulbourne        | 42"40       |
| Staffetta 4×400 m (dettagli) | Giamaica Sandie Richards Catherine Scott Debbie-Ann Parris Lorraine Fenton Michelle Burgher Deon Hemmings | 3'20"65     | Germania Florence Ekpo-Umoh Shanta Ghosh Claudia Marx Grit Breuer   | 3'21"97     | Russia Irina Rosikhina Julija Nosova Anastasija Kapačinskaja Olesja Zykina Natalya Shevtsova | 3'24"92     |
| record mondiale; record mondiale stagionale; record africano; record asiatico; record europeo; record nord-centroamericano e caraibico; record sudamericano; record oceaniano; record dei campionati; record nazionale; record personale; record personale stagionale. | |             |                                                                     |             |                                                                                              |             |

## Medagliere
| Posizione | Paese               | Oro | Argento | Bronzo | Totale |
| --------- | ------------------- | --- | ------- | ------ | ------ |
| 1         | Russia              | 5   | 7       | 6      | 18     |
| 2         | Stati Uniti         | 5   | 5       | 3      | 13     |
| 3         | Kenya               | 3   | 3       | 2      | 8      |
| 4         | Germania            | 3   | 3       | 1      | 7      |
| 5         | Cuba                | 3   | 1       | 2      | 6      |
| 6         | Bahamas             | 3   | 0       | 1      | 4      |
| 7         | Etiopia             | 2   | 3       | 3      | 8      |
| 8         | Bielorussia         | 2   | 2       | 0      | 4      |
| 8         | Romania             | 2   | 2       | 0      | 4      |
| 10        | Marocco             | 2   | 1       | 0      | 3      |
| 11        | Polonia             | 2   | 0       | 3      | 5      |
| 12        | Rep. Ceca           | 2   | 0       | 0      | 2      |
| 12        | Sudafrica           | 2   | 0       | 0      | 2      |
| 14        | Giamaica            | 1   | 3       | 2      | 6      |
| 15        | Grecia              | 1   | 2       | 2      | 5      |
| 16        | Italia              | 1   | 1       | 2      | 4      |
| 17        | Ucraina             | 1   | 1       | 1      | 3      |
| 18        | Australia           | 1   | 0       | 2      | 3      |
| 19        | Regno Unito         | 1   | 0       | 1      | 2      |
| 20        | Mozambico           | 1   | 0       | 0      | 1      |
| 20        | Rep. Dominicana     | 1   | 0       | 0      | 1      |
| 20        | Senegal             | 1   | 0       | 0      | 1      |
| 20        | Svizzera            | 1   | 0       | 0      | 1      |
| 24        | Giappone            | 0   | 2       | 1      | 3      |
| 24        | Spagna              | 0   | 2       | 1      | 3      |
| 26        | Finlandia           | 0   | 1       | 1      | 2      |
| 26        | Francia             | 0   | 1       | 1      | 2      |
| 26        | Svezia              | 0   | 1       | 1      | 2      |
| 26        | Trinidad e Tobago   | 0   | 1       | 1      | 2      |
| 30        | Austria             | 0   | 1       | 0      | 1      |
| 30        | Camerun             | 0   | 1       | 0      | 1      |
| 30        | Estonia             | 0   | 1       | 0      | 1      |
| 30        | Israele             | 0   | 1       | 0      | 1      |
| 30        | Lituania            | 0   | 1       | 0      | 1      |
| 35        | Messico             | 0   | 0       | 2      | 2      |
| 36        | Bulgaria            | 0   | 0       | 1      | 1      |
| 36        | Haiti               | 0   | 0       | 1      | 1      |
| 36        | Isole Cayman        | 0   | 0       | 1      | 1      |
| 36        | Kazakistan          | 0   | 0       | 1      | 1      |
| 36        | Portogallo          | 0   | 0       | 1      | 1      |
| 36        | Saint Kitts e Nevis | 0   | 0       | 1      | 1      |
| 36        | Suriname            | 0   | 0       | 1      | 1      |
| Totale    | Totale              | 46  | 47      | 46     | 139    |